# Chân dung quyền lực
Chân dung quyền lực là một trang blog trên nền tảng Blogspot đăng các thông tin chưa được kiểm chứng về tham nhũng của các thành viên trong Bộ Chính trị Đảng Cộng sản Việt Nam.
Blog Chân dung quyền lực trở nên nổi tiếng kể từ khi loan báo chính xác ngày giờ ông Nguyễn Bá Thanh được chở về Việt Nam ngày 9 tháng 1 năm 2015, trong khi hầu hết giới chức tại Việt Nam, kể cả những người trong Ủy ban bảo vệ sức khoẻ của Trung ương cũng như giới lãnh đạo tại Đà Nẵng đều không được biết.

## Lịch sử
Blog "Chân dung quyền lực" xuất hiện trên Internet vào khoảng tháng 10 năm 2014, trước khi các thành viên Ban Chấp hành Trung ương Đảng Cộng sản Việt Nam khóa 11 họp Hội nghị Ban Chấp hành Trung ương Đảng Cộng sản Việt Nam lần thứ 10 (Hội nghị Trung ương 10) để bỏ phiếu tín nhiệm lãnh đạo Đảng Cộng sản Việt Nam lần đầu tiên và chuẩn bị nhân sự cho Đại Hội Đảng khóa 12 sẽ diễn ra vào đầu năm 2016.

## Nội dung
Nội dung của blog Chân dung quyền lực chủ yếu là các thông tin tham nhũng chưa được kiểm chứng của các thành viên trong Bộ Chính trị Đảng Cộng sản Việt Nam.
Tính đến 11 tháng 1 năm 2015, trên trang blog này có các nội dung liên quan đến các nhân vật sau: 
- Phó Thủ tướng Nguyễn Xuân Phúc 27 bài
- Chủ tịch nước Trương Tấn Sang 20 bài
- Chủ tịch Quốc hội Nguyễn Sinh Hùng 18 bài
- Tổng bí thư Nguyễn Phú Trọng 8 bài
- Trưởng ban Nội chính Trung ương Nguyễn Bá Thanh 7 bài (tất cả đều liên hệ đến tình trạng bệnh tật của ông)
- Thủ tướng Nguyễn Tấn Dũng 5 bài
- Bí thư Thành ủy Hà Nội Phạm Quang Nghị 4 bài
- Bộ trưởng Bộ Quốc phòng Phùng Quang Thanh và Bộ trưởng Bộ Công an Trần Đại Quang, mỗi người 2 bài
- Bộ trưởng Bộ Giao thông vận tải Đinh La Thăng, Thường trực Bí thư Trung ương Đảng Lê Hồng Anh và Trưởng ban Tổ chức Trung ương Đảng Tô Huy Rứa mỗi người một bài.[2]

## Văn phong
Theo nhận định của RFA, văn phong của Chân dung quyền lực là cách hành văn của báo cáo nội bộ mà người bên ngoài khó bắt chước hay giả mạo. Các văn kiện, tài liệu đưa lên cũng rất trùng khớp với hình thức những văn bản hiện nay. Cạnh đó trang Chân Dung Quyền Lực có thể được xem là được tổ chức rất bài bản, nó được sắp xếp khoa học và bài nào cũng có trọng tâm đánh người được nhắc tới theo một trình tự chuyên nghiệp. Hình ảnh dồi dào mà nó trích dẫn không thể có từ một nhà báo nước ngoài, thậm chí ngay cả những cơ quan tình báo.

## Truy cập
Tính tới tối 14 tháng 1 năm 2015, theo hệ thống đếm cài trên trang, blog Chân dung quyền lực hiện đã có hơn 13 triệu người truy cập và đôi khi, tại cùng một thời điểm, có hàng nghìn người trên trang này.

## Phản ứng
Ngày 15 tháng 1 năm 2015, trong cuộc họp tổng kết năm 2014 của Văn phòng Chính phủ, Thủ tướng Nguyễn Tấn Dũng lưu ý, "Mấy chục triệu người dùng Internet và mạng xã hội rồi, vậy thì làm sao để thông tin chính thống của chúng ta cũng lên mạng xã hội. Ta không cấm, không ngăn được, vì thế quan trọng nhất là đưa thông tin đúng, chính xác, kịp thời từ đó tạo niềm tin. Ai nói gì thì nói nhưng đây là thông tin chính thống của Chính phủ." "Đây là nhiệm vụ mới cần phải làm tốt trong năm nay" 
Ngày 23 tháng 1 năm 2015, trả lời phỏng vấn BBC, Luật sư Trần Quốc Thuận, nguyên Phó Chủ nhiệm Thường trực Văn phòng Quốc hội Việt Nam cho rằng: "Thường thường muốn giải quyết nó thì phải có những cơ quan cao nhất về chống tham nhũng, hoặc là phải có những nhân vật quyền lực lắm để người ta có thể giải quyết được vấn đề này. Tất nhiên ai mà đụng chạm đến những vấn đề nhạy cảm như thế này thì người ta sẽ hết sức thận trọng, cho nên tôi cho rằng chưa thể một sớm một chiều mà đưa trang này ra công khai hoặc là có những ý kiến chính thức từ một cơ quan nào đó hoặc là từ một vị lãnh đạo nào đó."
Lần đầu tiên vào ngày 30 tháng 1 năm 2015, một quan chức cao cấp trong chính quyền, Bộ trưởng Bộ Thông tin - Truyền thông Nguyễn Bắc Son, đã đề cập tới trang Chân dung quyền lực và cho rằng trang Chân dung quyền lực, cũng giống như các trang Quan làm báo và Dân làm báo, "đã nhanh chóng bị quay lưng vì đưa tin nhảm nhí, xấu độc trước sức mạnh đấu tranh của thông tin chính thống. Chân dung quyền lực cũng thế thôi, sau thời gian bị tẩy chay, đưa lên truy cập, ta không xem nữa." Tuy nhiên theo tiến sĩ văn học Nguyễn Hưng Quốc, khi nói chuyện với một số bạn bè, vốn là những trí thức và cán bộ trong nước có dịp sang Úc, khi họ đọc các bài báo tố cáo nạn tham nhũng đăng trên mạng này, tất cả đều tin những lời tố cáo ấy là đúng sự thật. Họ đều cho vụ tố cáo tham nhũng trên trang Chân dung quyền lực, thứ nhất, xuất phát từ trong nội bộ cao cấp của Đảng Cộng sản, và thứ hai, gắn liền với các tranh chấp chính trị thời kỳ trước Đại hội Đảng vào đầu năm 2016.

## Đánh giá
Giới quan sát trong nước cho rằng chỉ những người có quyền lực cao trong Đảng Cộng sản và Chính phủ mới biết rõ một cách có hệ thống những thông tin đó.
Một số quan chức Bộ Thông tin - Truyền thông cũng như Bộ Công an lên tiếng bác bỏ và yêu cầu chặn đứng những thông tin như thế trên các trang mạng như Chân dung quyền lực.
Ngày 2 tháng 1 năm 2015, trả lời phỏng vấn RFA, ông Đặng Xương Hùng cựu lãnh sự Việt Nam tại Geneve, Thụy Sĩ cho biết: "độ đáng tin cậy của những trang này đến đâu thì tôi không dám khẳng định nhưng rõ ràng nó là một nét mới trong đấu tranh quyền lực của các nhà lãnh đạo mà nó nổi lên nhất là cái sự đi không trong hàng của ông Nguyễn Tấn Dũng."
Ngày 11 tháng 1 năm 2015, trả lời phỏng vấn BBC, ông Luật sư Trần Quốc Thuận, nguyên Phó Chủ nhiệm Thường trực Văn phòng Quốc hội Việt Nam cho rằng: ""Trang Chân dung Quyền lực có thể nói là trang gây rối nội bộ và dĩ nhiên trong trang Chân dung Quyền lực cũng đưa ra nhiều nguồn tin mà có người đã nói đến, như ông Lê Đăng Doanh đã nói là độ chính xác rất cao." Theo Luật sư, nếu 'quyết tâm' thì giới chức sẽ có thừa khả năng để xác định ai là người 'đứng sau' trang này và 'khởi tổ vụ án'.
Ngày 14 tháng 1 năm 2015, Nikkei Asian Review, một tờ báo của Nhật Bản đăng tải bài viết dài về sự xuất hiện của trang blog Chân dung quyền lực, với nhận định rằng những lời đồn thổi trên mạng có thể gây bất ổn chính trị tại Việt Nam: "không còn nghi ngờ gì nữa, các trang mạng xã hội như Facebook và các trang blog bí hiểm sẽ được dùng làm công cụ tranh giành quyền lực trước khi một Bộ chính trị mới được lựa chọn. Các trang này sẽ rò rỉ các thông tin về một số cá nhân nhất định, làm sao nhãng công chúng trước các vấn đề quốc gia cấp bách khác".
Ngày 17 tháng 1 năm 2015, trả lời phỏng vấn BBC, Giáo sư Carl Thayer - chuyên gia nghiên cứu về Việt Nam - nhận định: "Nên nhớ rằng con [rể] của ông Nông Đức Mạnh đã bị tấn công liên quan tới PMU 18 và theo tôi mỗi lần gần tới Đại hội Đảng họ lại tấn công các thành viên gia đình của một số nhân vật chỉ để chứng minh rằng nếu anh không kiểm soát được gia đình thì làm sao điều hành chính quyền được. Thông tin [Chân dung quyền lực] có được tới từ theo dõi lén và chúng ta phải đặt câu hỏi những cơ quan nào ở Việt Nam có khả năng này và tại sao họ muốn làm điều đó."
Ngày 23 tháng 1 năm 2015, đánh giá về cấp độ xác thực của trang Chân dung Quyền lực và các thông tin mà trang này sản xuất - công bố, bà Lê Hiền Đức - một nhà vận động chống tham nhũng từ Hà Nội - nói với BBC: "Nói là bịa thì không phải là bịa, có những tin tôi cũng đã nắm được và tôi cũng đưa lên trang của tôi," 
Ngày 23 tháng 1 năm 2015, trao đổi với BBC về chủ đề 'khiếu nại, tố cáo' dưới các hình thức và vai trò của thanh tra, điều tra của nhà nước, chính phủ, PGS. TS. Phạm Quý Thọ từ Bộ Kế hoạch và Đầu tư cho rằng: "...trong cái lờ đi như thế này thì chắc chắn người ta quan tâm, người ta đọc thì sẽ có lợi cho một số người và cũng lại không có lợi cho một số người khác về mặt vận động hoặc đặc biệt là về nhân sự trước Đại hội 12 này."
Cùng ngày, Phó Giáo sư Jonathan London, từ Đại học Thành thị Hong Kong nhận định: "...[Chân dung quyền lực] có một ảnh hưởng rõ ràng với chính trường Việt Nam,"